# Natuurpark van de Valleien van de Burdinale en de Mehaigne
Het natuurpark van de Valleien van de Burdinale en de Mehaigne, situeert zich in Haspengouw, waar het zich uitstrekt in de driehoek Hoei-Andenne-Hannuit. Het park omvat tweeëntwintig dorpen en gehuchten van de gemeenten Braives, Burdinne, Héron en Wanze. De 2 waterlopen waaraan het park zijn naam te danken heeft, de Mehaigne en haar zijrivier de Burdinale doorkruisen het 11.000 ha groot park. Sinds 1991 is het park beschermd, bepaalde delen ervan maken deel uit van het Europese Natura 2000 netwerk van beschermde natuurgebieden. De omgeving is rijk aan heel wat authentieke dorpen met een cultuurhistorisch patrimonium en bouwkundig erfgoed. Men tracht er te streven naar een zo groot mogelijke harmonie tussen de natuurlijke omgeving en de menselijke landbouwactiviteiten.

## Afbeeldingen

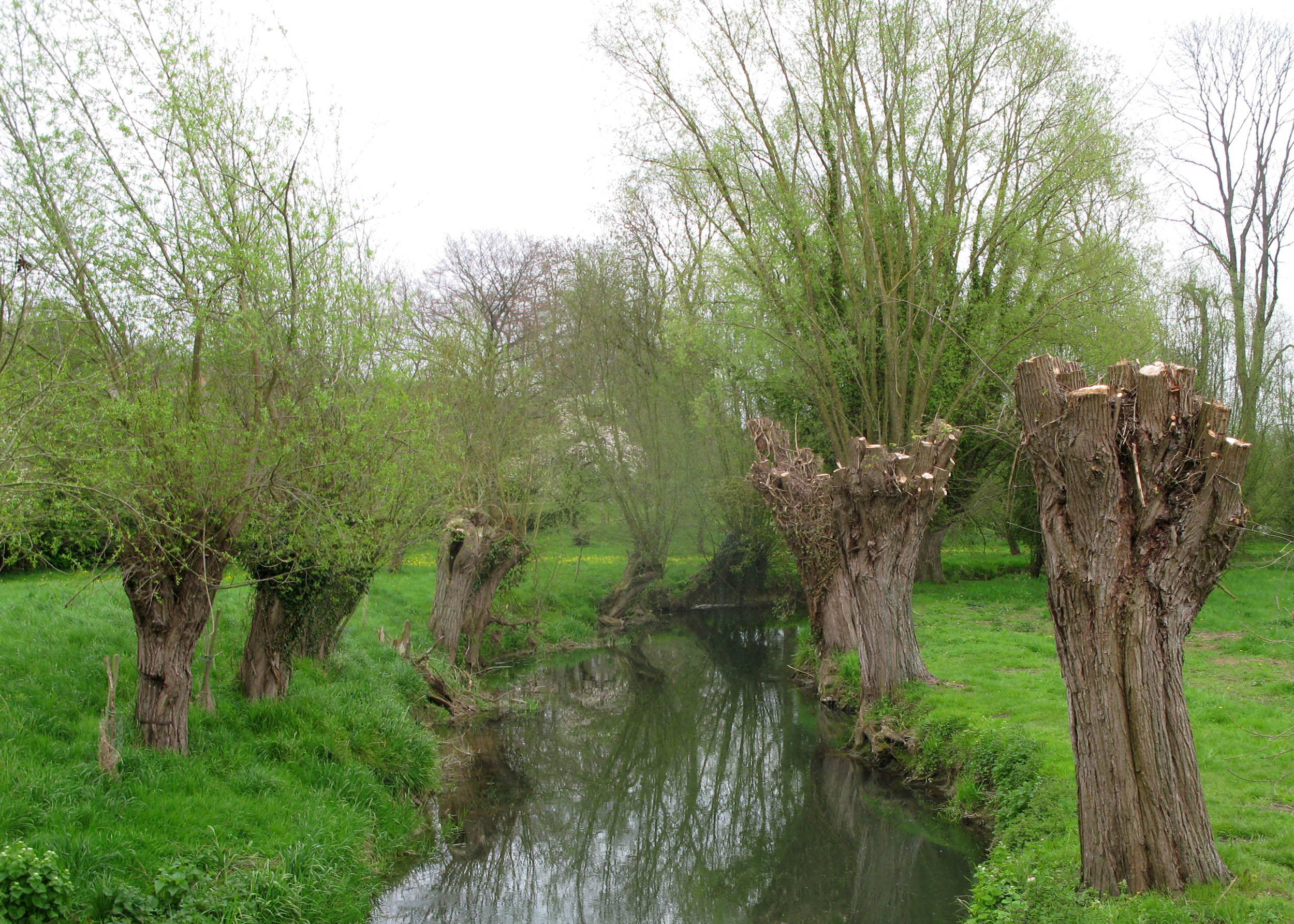
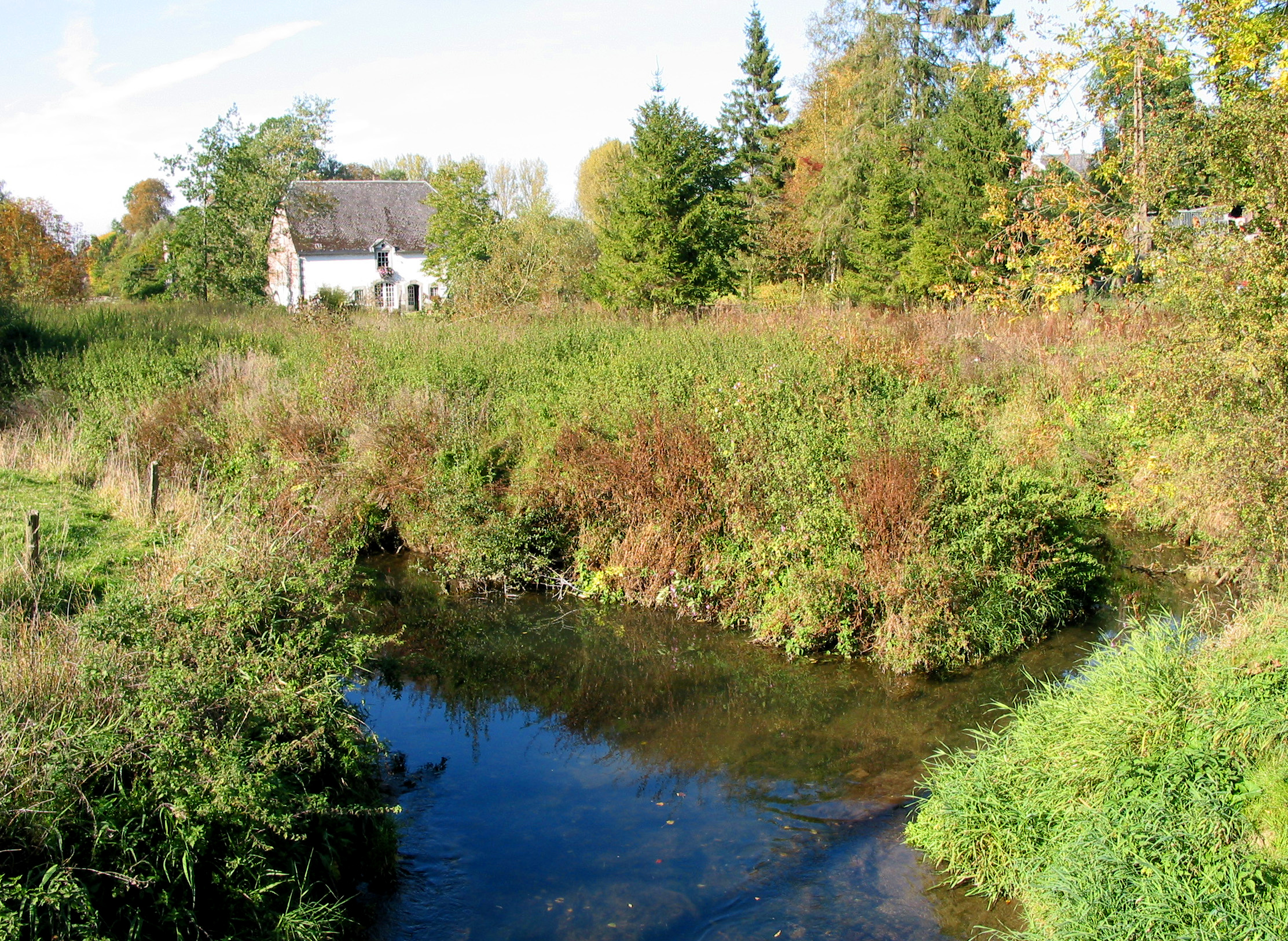